# أدريان الخامس
 البابا أدريان الخامس  (المتوفي في 18 أغسطس 1276)، بابا روما لمدة 37 يوم، وذلك في عام 1276. ولد باسم «أوتوبون دي فيشي» وهو من عائلة إقطاعية من ليغوريا. رسم قسيسًا في عام 1243، ثم تولى بعد ذلك عدة مناصب كنسية إلى أن رسمه عمه البابا إنوسنت الرابع كاردينالاً في ديسمبر 1251. أرسله البابا كليمنت الرابع إلى إنجلترا في عام 1265، للتوسط بين الملك هنري الثالث وباروناته، والدعوة إلى المشاركة في الحروب الصليبية؛ وبقي هناك لعدة سنوات مندوبًا للبابوية، في الفترة من أكتوبر 1265 إلى يوليو 1268.
انتخب لمنصب البابا خلفًا للبابا إنوسنت الخامس في 12 يوليو 1276، لكنه توفي في 18 أغسطس 1276. ذكره دانتي أليغييري في الكوميديا الإلهية، حيث التقى مع روح إدريان في الجحيم، في الموقع الذي يعذب فيه الجشعين، ليكفر عن خطيئة طموحه الدنيوي.